# Michel Sokolnicki
Michał Sokolnicki, né le 28 septembre 1760 à Poznan et mort le 23 ou 24 septembre 1816 à Varsovie, est un vétéran des guerres pour l'indépendance de la Pologne et général polonais dans l'armée napoléonienne.

## République des Deux Nations
Né dans une famille noble de Pologne, Michał Sokolnicki entre en 1777 à l'Académie du corps des cadets de la noblesse de Varsovie et en sort en 1780. Il suit ensuite une carrière d'officier dans l'armée de la république des Deux Nations, il est lieutenant-colonel en 1789. Après avoir commandé l'école du génie à Wilna,, il prend la tête d'un régiment d'insurgés lors de l'insurrection de Kościuszko. Fait prisonnier en 1794, il est emmené en captivité à Saint-Pétersbourg l'année suivante. Libéré en 1796 en même temps que Tadeusz Kościuszko, il passe en France.

## Révolution française et début de l'Empire
D'abord chargé de mission en Pologne par le Directoire, il prend en 1797 un commandement comme chef de brigade dans la légion polonaise. En 1799, il commande l'infanterie de la légion du Danube de Karol Kniaziewicz et combat à Hohenlinden le 3 décembre 1800. Le 22 janvier 1802, promu général de brigade à titre provisoire par Murat, il s'embarque avec la légion polonaise pour Saint-Domingue.
Rentré en France, il est mis à la retraite le 3 juin 1803, comme colonel mais reprend du service en Italie dès 1805. Passé à la Grande Armée, il y fait la campagne de Prusse et de Pologne, est nommé général de brigade en mars 1807 et assiste au siège de Dantzig du 19 mars au 24 mai.

## Grand-duché de Varsovie
Après la création du grand-duché de Varsovie, le général Sokolnicki prend la tête de la cavalerie de la 3e légion polonaise, puis passe au service du grand-duché en janvier 1809. Pendant la Cinquième Coalition, il défend à la tête de 5 000 hommes la place de Sandomierz. Attaqué en juin par l'archiduc Ferdinand à la tête de 13 000 hommes, il mène une valeureuse défense mais doit capituler. Commandant de Cracovie puis à Radom, il est fait général de division le 20 mars 1810, puis mis à la retraite le 10 décembre 1811.

## Premier Empire

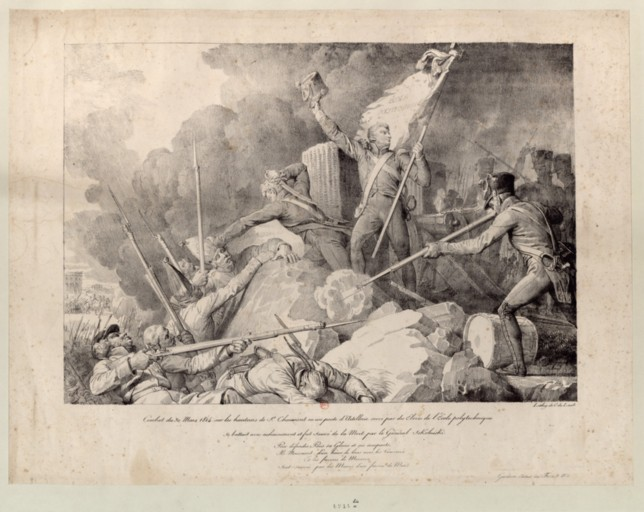
Combat du 30 mars 1814, sur les hauteurs de Saint Chaumont où un poste d'artillerie servi par des élèves de l'École polytechnique se bat avec acharnement avec le général Sokolnicki.

Le 15 juin 1812, Michał Sokolnicki est admis au service de la France comme général de brigade attaché à l'état-major de l'empereur. Il y est chargé du service de renseignement dans les territoires lituaniens que la Grande Armée traverse au début de la campagne de Russie mais aussi de la désinformation et de la contre-propagande. Toujours membre du petit quartier impérial, il est blessé à la bataille de la Moskowa le 7 septembre,, mais participe aux batailles de Maloyaroslavets le 24 octobre, et de la Bérézina du 26 au 29 novembre. Le 2 mai 1813, il est présent à Lützen, et le soir même il est envoyé en Pologne par l'Empereur. Il participe à la deuxième partie de la campagne de Saxe à la tête de la 7e division de cavalerie légère, rattachée au 4e corps de cavalerie du général Kellermann. Il se distingue à Leipzig du 16 au 19 octobre et rejoint la France avec les restes de l'armée française.
En 1814, il commande la 3e compagnie des gardes d'honneur polonais et participe à la bataille de Paris les 30 et 31 mars. À la tête de sa compagnie et des élèves de l'École polytechnique, il défend les Buttes-Chaumont.

## Royaume du Congrès
En mai 1814, après l'abdication de Napoléon Ier, le général Sokolnicki rentre en Pologne et passe au service du royaume du Congrès comme général de division de 2e classe. Admis à la retraite, il décède des suites d'une chute de cheval le 23 septembre 1816.

## Distinctions
Le général Sokolnicki est officier de la Légion d'honneur (1809) et chevalier de l'ordre militaire du grand-duché de Varsovie.